# Березье (Вологодская область)
Березье — деревня в Чагодощенском районе Вологодской области.
Входит в состав Белокрестского сельского поселения, с точки зрения административно-территориального деления — в Белокрестский сельсовет.
По переписи 2002 года население — 6 человек.

## География
Расположена на трассе А114. Расстояние по автодороге до районного центра Чагоды — 13 километров, до центра муниципального образования села Белые Кресты — 6,5 километров. Ближайшие населённые пункты — Алексеевское, Ерохово, Папорть, Сазоново.

## Население
| 2010 |
| ---- |
| 3    |

## Инфраструктура
Личное подсобное хозяйство.

## Транспорт
Деревня легкодоступна автотранспортом.  Остановка общественного транспорта «Березье». 